# Lars Pallesen
Lars Christian Pallesen (født 20. september 1947 i Gentofte) er en dansk civilingeniør, der fra 2001 til 2011 har været rektor for Danmarks Tekniske Universitet (DTU).
Pallesen er uddannet cand.polyt. i kemi fra DTU i 1971 og læste derefter ved University of Wisconsin-Madison, hvor han blev MS i anvendt statistik i 1974, MBA i international business i 1975 og Ph.D. i matematisk statistik i 1977. Dr. of Science and Technology h.c., KAIST i 2010. 
Han var 1978-1988 lektor ved Institut for Matematisk Statistik og Operationsanalyse, DTU. Fra 1986 var han institutbestyrer. Under orlov forsker hos Chevron Research Company, San Francisco, Californien 1980-82. Tekniksk direktør i Nordisk Gentofte 1988, fra 1989 adm. direktør for Statens Serum Institut, og i 1998 adm. direktør for Danmarks Apotekerforening. Endelig kom han i 2000 til DSB S-tog som adm. direktør. 
I 2001 blev han rektor for DTU og har som en af sine mærkesager haft øget samarbejde mellem forskningsverdenen og erhvervslivet. Han overtog ledelsen af universitetet i forbindelse med overgangen til selveje og har således stået i spidsen for arbejdet med en ekstern bestyrelse, ansatte ledere og en stærkere prioritering både fagligt og økonomisk. Denne proces handlede om at udvikle en vinderkultur, at skabe en sammenhæng mellem ledelsesansvar og ledelseskompetence med betydelig beslutningsmæssig decentralisering og etablere en internationalisering båret af forpligtende alliancer: Nordic Five Tech., EuroTech Universities, og bilaterale samarbejder med universiteter i USA og Østen, specielt KAIST. Han blev afløst af Anders Overgaard Bjarklev 1. november 2011.
Perioden som rektor for DTU var dog ikke uden kontroverser.  Til trods for nævnte målsætning om at ville udvikle en vinderkultur med betydelig beslutningsmæssig decentralisering, så blev hans egen ledelsesstil mere end en gang betegnet som det modsatte.
Lars Pallesen har siden 1995 været medlem af Akademiet for de Tekniske Videnskaber, ligesom han har været medlem af Koordinationsudvalget for Forskning og formand for Det Kongelige Teaters bestyrelse, samt medlem af bestyrelsen for A.P. Møller-Mærsk. Hertil et stort antal poster i legater, fonde og virksomheder. 

## Eksterne henivisninger
- Biografi af Lars Pallesen på past.dk Arkiveret 16. december 2010 hos  Wayback Machine